# دان دبليو. تورنر
دان دبليو. تورنر (بالإنجليزية: Daniel Webster Turner) هو سياسي أمريكي، ولد في 17 مارس 1877 في الولايات المتحدة، وتوفي بنفس المكان في 15 أبريل 1969. حزبياً، نشط في الحزب الجمهوري. انتخب حاكم أيوا ‏ (15 يناير 1931 – 12 يناير 1933) وانتخب عضو مجلس ولاية آيوا.